# Am I Blue (альбом)
Am I Blue — студійний альбом американського джазового гітариста Гранта Гріна, випущений у червні 1964 року лейблом Blue Note.
Записаний 16 травня 1963 року на студії Van Gelder Studio в Енглвуд-Кліффс (Нью-Джерсі).

## Список композицій
1. «Am I Blue» (Грант Кларк, Гаррі Акст) — 6:54
2. «Take These Chains From My Heart» (Фред Роуз, Гай Гіт) — 6:09
3. «I Wanna Be Loved» (Біллі Роуз, Едвард Гейман) — 7:34
4. «Sweet Slumber» (Лакі Мілліндер, Генрі Вудс, Ел Нейбург) — 7:12
5. «For All We Know» (Фред Кутс, Сем Льюїс) — 13:57

## Учасники запису
- Грант Грін — гітара
- Джонні Коулс — труба
- Джо Гендерсон — тенор-саксофон
- Джон Паттон — орган
- Бен Діксон — ударні

Технічний персонал
- Альфред Лайон — продюсер
- Руді Ван Гелдер — інженер звукозапису
- Джо Голдберг — текст до обкладинки
- Рід Майлз — дизайн обкладинки
- Френсіс Вульфф — фотографії обкладинки

## Видання
| Країна | Дата | Лейбл     | Формат | Каталог  |
| ------ | ---- | --------- | ------ | -------- |
| США    | 1964 | Blue Note | LP     | BLP 4139 |